# Dungeon!
Dungeon! (även känt som The New Dungeon! och Classic Dungeon!) är ett brädspel i fantasymiljö, som gavs ut på engelska av TSR, Inc. 1975. Spelet skapades av David R. Megarry med hjälp av Gary Gygax, Michael Gray, Steve Winter och S. Schwab. Dungeon! simulerar vissa teman och viss spelmekanik från Dungeons & Dragons, som hade lanserats föregående år, även om Megarry hade en färdig prototyp av Dungeon! redan 1972.
Brädet i Dungeon! består av en fängelsehåla med sex nivåer, där spelaren med sin hjältefigur rör sig runt och försöker besegra monster och samla skatter. Mer värdefulla skatter och svårare monster att besegra finns djupare ned i fängelsehålan. Vinner spelet gör den spelare som lyckas ta sig tillbaka till startrutan med ett visst antal skatter. 
Efter att utgivaren TSR, Inc. upplöstes 1997 tog Wizards of the Coast över lanseringen av Dungeon!. Fem utgåvor av spelet har släppts:
1. Dungeon! (1975)
2. The New Dungeon!  (1989)
3. Classic Dungeon! (1992)
4. Dungeon! (2012)
5. Dungeon! (2014)

1982 lanserades ett datorspel av Dungeon! till Apple II.